# Shannyn Sossamon
Shannyn Kahololani Sossamon (Honolulu, 3 ottobre 1978) è un'attrice, musicista e ballerina statunitense, attiva in campo cinematografico, teatrale e televisivo.

## Biografia
Shannyn Sossamon è nata ad Honolulu, nelle Hawaii, nel 1978 in una famiglia d'origini inglesi, tedesche, olandesi, francesi ed irlandesi per parte paterna ed indigene hawaiane e filippine per quella materna. I genitori divorziarono quando non aveva che cinque anni d'età, cosa che la portò dunque a crescere assieme alla sorella a Reno, nel Nevada, con la madre ed il suo nuovo marito.
Una volta diplomatasi presso il Galena High School di Reno nel 1995, stesso il giorno successivo al conseguimento del diploma decise di trasferirsi a Los Angeles, in California, per studiarvi danza; nonostante questa sua scelta di formazione accademica, Sossamon non era però intenzionata a perseguirvi una carriera, volendo dedicarsi bensì alla musica; cominciò così ad esibirsi in qualità di DJ presso diversi locali della città e, per mantenersi tra un ingaggio e l'altro, al fare la modella, posando per riviste di moda quali Sassy (oggi non più edita), Unionbay Clothing e American Eagle Outfitters, così come per gli opuscoli di enti ed organizzazioni come il Planned Parenthood.
Avvicinatasi in tempi successivi alla recitazione poi, dopo aver partecipato ad alcuni episodi della serie TV Mr. Show with Bob and David, esordí al cinema nel 2001 con Il destino di un cavaliere di Brian Helgeland, a fianco di Heath Ledger, Paul Bettany e Mark Addy, battendo la ben più affermata collega Kate Hudson nell'assegnazioe del ruolo di Lady Jocelyn. Successivamente recitò, tra il 2002 e il 2005, in film quali Le regole dell'attrazione di Roger Avary, La setta dei dannati nuovamente di Brian Helgeland e in Kiss Kiss Bang Bang di Shane Black. Ha doppiato il personaggio di Jade Nguyen nel videogioco Hitman: Absolution, per la quale, tra l'altro, ha fornito le proprie caratteristiche facciali per la modellazione dello stesso.

## Carriera
All'inizio della sua carriera, Sossamon ha lavorato come modella per varie aziende tra cui Sassy Magazine, Unionbay, American Eagle Outfitters e Planned Parenthood. È anche apparsa in due spot televisivi per Gap e recitato in video musicali per artisti come Daft Punk, Goo Goo Dolls, Cher, Mick Jagger, DJ Quik e Korn. Nel 1999 Sossamon è stata scoperta dal direttore del casting Francine Maisler, mentre assisteva un collega DJ alla festa di compleanno del fratello di Gwyneth Paltrow.
Dopo aver fatto diverse audizioni è stata scelta per il ruolo di protagonista femminile nel film del 2001 Il destino di un cavaliere, recitando al fianco di Heath Ledger. Il film ha ricevuto recensioni contrastanti, ma ha avuto successo al box office, realizzando un fatturato interno di oltre 55 milioni di dollari su un budget di 41 milioni di dollari. Il film le è valso uno Young Hollywood Award per miglior attrice esordiente, due candidature per i Teen Choice Awards e quattro per gli MTV Movie Awards.
Nel 2002 ha recitato nella commedia romantica della Miramax Films 40 giorni & 40 notti, accanto a Josh Hartnett. È stata nuovamente candidata per i Teen Choice Award nella categoria "Choice Film Chemistry" con la co-star Hartnett. Lo stesso anno ha avuto un ruolo chiave ne Le regole dell'attrazione di Roger Avary, un adattamento dell'omonimo romanzo di Bret Easton Ellis, a fianco di James Van Der Beek, Ian Somerhalder e Jessica Biel. Il film includeva scene di suicidio, uso di droghe pesanti e contenuti sessuali. Nonostante le critiche contrastanti il film è considerato un cult, incassando quasi 12 milioni di dollari in tutto il mondo con un budget iniziale di 4 milioni.
Nel 2000 prende parte al videoclip, di "Make me bad" dei Korn, diretto da Martin Weisz, che trae ispirazione dalla serie di film Alien e ha visto partecipazione di vari attori, tra cui Brigitte Nielsen, Udo Kier, Tatjana Patitz.
Sossamon e Heath Ledger recitano di nuovo insieme nel thriller soprannaturale La setta dei dannati. Il film uscito alla fine del 2003 è stato accolto molto male dalla critica e si è rivelato un flop al botteghino. Dopo le riprese del film rimane incinta e si prende una breve pausa dalla recitazione.
Shannyn è tornata a recitare per il cinema nel 2005 con il ruolo di protagonista nell'horror Devour - Il gioco di Satana , insieme a Jensen Ackles e William Sadler. Ha avuto inoltre un piccolo ruolo in Kiss Kiss Bang Bang che ha ricevuto il plauso della critica ma non ha avuto un successo commerciale, incassando solo 13.105,837 dollari rispetto ad un budget di 15 milioni. È anche apparsa accanto a Kate Winslet, Jack Black, Cameron Diaz e Jude Law nella commedia romantica del 2006 L'amore non va in vacanza.
Sempre nel 2006 è stata scelta come protagonista femminile nel film indipendente Wristcutters - Una storia d'amore, basato su un racconto di Etgar Keret. La storia ruota attorno a due personaggi che si innamorano in purgatorio dopo aver commesso suicidio. La sua chimica con il coprotagonista Patrick Fugit è stata elogiata dalla critica, che ha anche decretato questa come la sua migliore performance. Il film è stato candidato per il Sundance's Grand Jury Prize, due Independent Spirit Awards e per l'Humanitas Prize.
Nel 2005 ha nuovamente recitato in un film horror, Catacombs - Il mondo dei morti, accanto alla cantante Pink. Il film è uscito nel 2007 in Italia e altri paesi come Giappone e Messico, mentre ha dovuto aspettare il 2008 per arrivare nelle sale americane.
Nel 2008 ha interpretato il ruolo di Beth Raymond nel film Chiamata senza risposta, remake del J-Horror di Takashi Miike The Call - Non rispondere (2004). Il film ha ottenuto grandi incassi al box office (più di 42 milioni di dollari in tutto il mondo) ed è stato un successo anche alla sua uscita su DVD e Blu-ray (25 milioni di dollari). Per la sua interpretazione nel film ha ricevuto una candidatura ai Teen Choice Award nella categoria horror. L'anno seguente ha interpretato il ruolo di Concetta, una donna che deve affrontare la sfida di allevare il proprio bambino malato e sostenere il marito nel film drammatico Life Is Hot in Cracktown, diretto da Buddy Giovinazzo e basato su una serie di racconti dello stesso regista. È apparsa inoltre nel thriller The Heavy.
Nel 2010 ha recitato nel film romantico Road to Nowhere, che ha inaugurato la 67 ª Mostra internazionale d'Arte Cinematografica Internazionale.
Nel 2007 ha firmato per la serie tv della CBS Moonlight, che sarà però cancellata dopo la prima stagione, chiudendosi nel 2008. Dal 2013 invece recita in un'altra serie televisiva statunitense, Mistresses, tuttora in corso.
Dal 2015 recita la parte di Pandora nella serie televisiva Sleepy Hollow.

## Filmografia

### Cinema
- Il destino di un cavaliere (A Knight's Tale), regia di Brian Helgeland (2001)
- 40 giorni & 40 notti (40 Days and 40 Nights), regia di Michael Lehmann (2002)
- Le regole dell'attrazione (The Rules of Attraction), regia di Roger Avary (2002)
- La setta dei dannati (The Order), regia di Brian Helgeland (2003)
- Chasing Ghosts, regia di Kyle Dean Jackson e Alan Pao (2005)
- Kiss Kiss Bang Bang, regia di Shane Black (2005)
- Devour - Il gioco di Satana (Devour), regia di David Winkler (2005)
- Undiscovered, regia di Meiert Avis (2005)
- Wristcutters - Una storia d'amore (Wristcutters: A Love Story), regia di Goran Dukic (2006)
- L'amore non va in vacanza (The Holiday), regia di Nancy Meyers (2006)
- Catacombs - Il mondo dei morti (Catacombs), regia di Tomm Coker e David Elliot (2007)
- Chiamata senza risposta (One Missed Call), regia di Eric Valette (2008)
- Life Is Hot in Cracktown, regia di Buddy Giovinazzo (2009)
- The Heavy, regia di Marcus Warren (2010)
- Matrimonio in famiglia (Our Family Wedding), regia di Rick Famuyiwa (2010)
- Road to Nowhere, regia di Monte Hellman (2010)
- Man Without a Head, regia di Johnny Roc (2010)
- The End of Love, regia di Mark Webber (2012)
- Sinister 2, regia di Ciaran Foy (2015)
- Grimcutty - Nutri la tua follia (Grimcutty), regia di John Ross (2022)
- The Jesuit, regia di Alfonso Pineda Ulloa (2022)

### Televisione
- Mr. Show with Bob and David – serie TV, episodi 3x02-3x03-3x04 (1997)
- Law & Order - Unità vittime speciali (Law & Order: Special Victims Unit) – serie TV, episodio 6x08 (2004)
- Dirt – serie TV, 5 episodi (2007)
- Moonlight – serie TV, 10 episodi (2007-2008)
- How to Make It in America – serie TV, 16 episodi (2010-2011)
- Mistresses - Amanti (Mistresses) – serie TV, 8 episodi (2013)
- Wayward Pines – serie TV, 14 episodi (2015-2016)
- Sleepy Hollow – serie TV, 18 episodi (2015-2016)

### Cortometraggi
- Wholey Moses, regia di Todd Heyman (2003)
- I Hate You, regia di Bradley Scott (2005)
- The Double, regia di Rani Demuth (2005)
- Fight for Your Right Revisited, regia di Adam Yauch (2010)

## Premi e riconoscimenti
- Teen Choice Awards
  - 2002 - Candidatura alla miglior attrice per Il destino di un cavaliere
  - 2004 - Candidatura alla miglior attrice protagonista per  40 giorni & 40 notti
- Young Hollywood Award
  - 2001 - Miglior attrice per Il destino di un cavaliere

## Doppiatrici italiane
Nelle versioni in italiano dei suoi film, Sossamon è stata doppiata da:
- Tiziana Avarista in Il destino di un cavaliere, Catacombs - Il mondo dei morti
- Barbara De Bortoli in Wayward Pines, Sinister 2
- Domitilla D'Amico in L'amore non va in vacanza, Dirt
- Valentina Mari in 40 giorni & 40 notti
- Eleonora De Angelis in Le regole dell'attrazione
- Roberta Paladini in La setta dei dannati
- Daniela Calò in Law & Order - Unità vittime speciali
- Connie Bismuto in Kiss Kiss Bang Bang
- Ilaria Latini in Mistresses
- Laura Latini in Devour - Il gioco di Satana
- Giò Giò Rapattoni in Sleepy Hollow
- Valentina Favazza in Wristcutters - Una storia d'amore
- Federica De Bortoli in Chiamata senza risposta